# Doux (Deux-Sèvres)
Doux – miejscowość i gmina we Francji, w regionie Nowa Akwitania, w departamencie Deux-Sèvres.
Według danych na rok 1999 gminę zamieszkiwało 236 osób, a gęstość zaludnienia wynosiła 23 osób/km² (wśród 1467 gmin regionu Poitou-Charentes Doux plasuje się na 766. miejscu pod względem liczby ludności, natomiast pod względem powierzchni na miejscu 839.).